# روتوندی
روتوندی (به ایتالیایی: Rotondi) یک کومونه در ایتالیا است که در استان آولینو واقع شده‌است.

## خصوصیات
روتوندی ۷ کیلومترمربع مساحت و ۳٬۶۱۵ نفر جمعیت دارد و ۲۷۲ متر بالاتر از سطح دریا واقع شده‌است.